# All-terrain vehicle

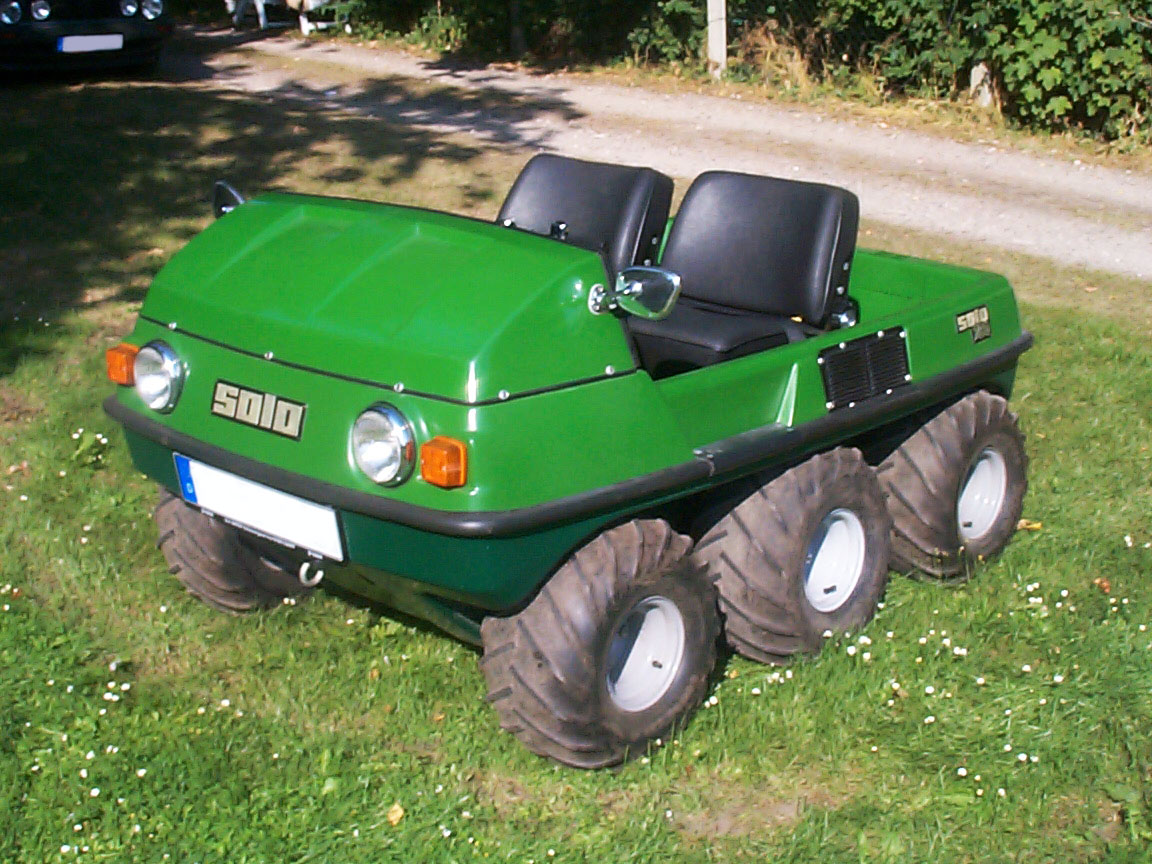
L'ATV tedesco "Solo 750" a sei ruote motrici

Gli all-terrain vehicle (sigla ATV), traducibile dall'inglese come "veicoli per tutti i terreni", sono dei mezzi di trasporto speciali, agili e compatti, costruiti per procedere su terreni particolarmente difficili o accidentati, anche adatti a brevi tratti di percorrenza.

## Storia
Vennero realizzati per la prima volta in Canada nei primi anni sessanta del XX secolo, ispirandosi alle vetture dei campi da golf, si sono presto diffusi in tutta l'America del nord e, nel decennio successivo, anche in Europa.

Sul finire degli anni '60 raggiunsero una certa diffusione, tanto che di questo tipo di veicolo ne sono stati venduti in circa 2 milioni di esemplari, nel solo continente americano.
Tuttavia sparirono dal mercato sul finire degli anni settanta, continuando ad essere prodotti in piccola serie da poche aziende americane, generalmente per utilizzo militare o per specifici settori di mercato.
Dall'inizio del XXI secolo la denominazione ATV viene utilizzata anche per definire i quad. I moderni "quad" differiscono principalmente dai loro antenati per aver perso le caratteristiche anfibie, accentuando la derivazione motociclistica.

## Caratteristiche

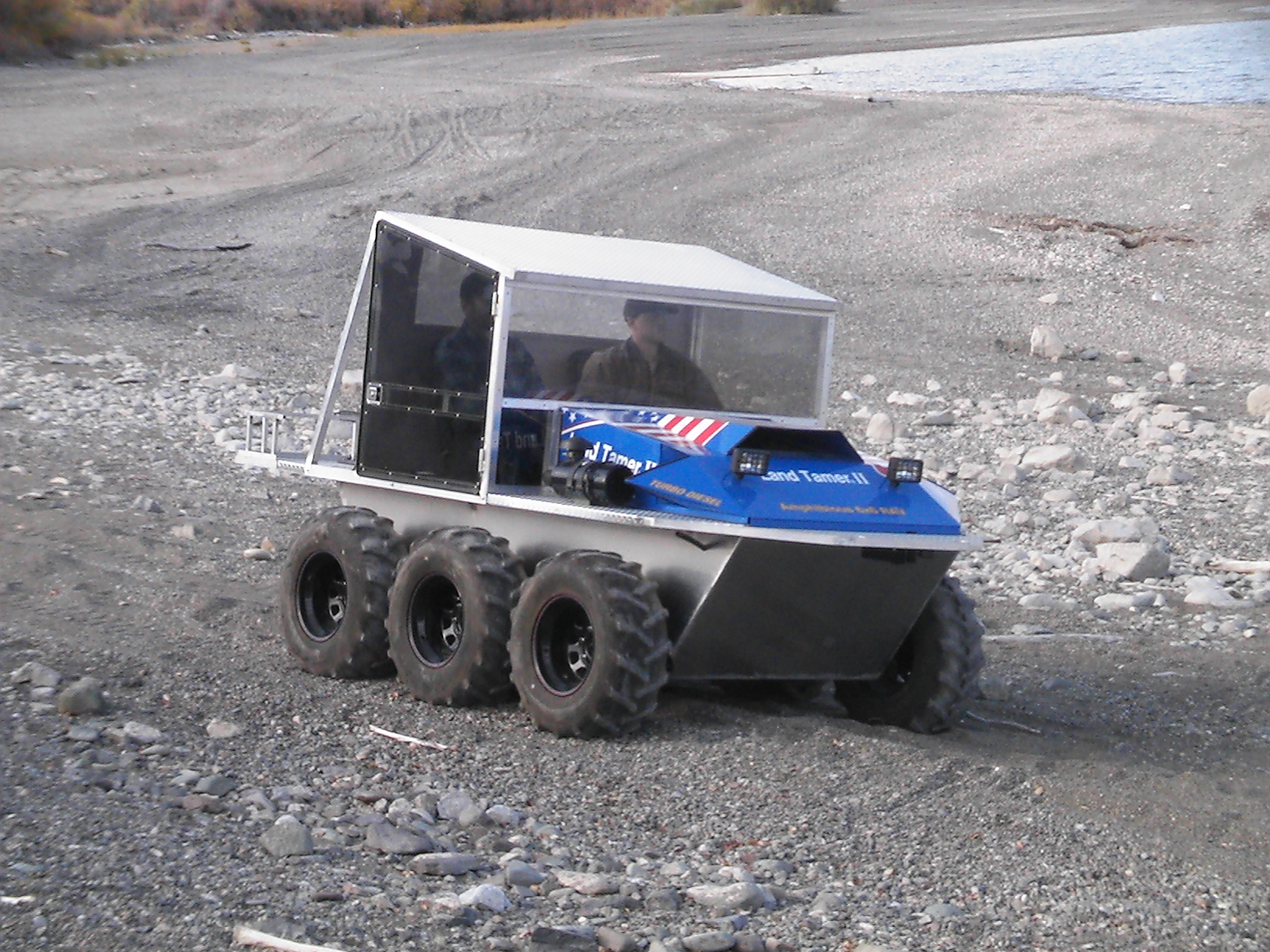
Una Land Tamer

Gli ATV, a causa della loro limitata velocità, non erano generalmente abilitati alla percorrenza delle normali strade e venivano utilizzati per attraversare zone impervie o paludose. La motricità era affidata a 4, 6, 8 o 12 ruote che, all'occorrenza potevano essere dotate di cingoli in gomma.
I comandi direzionali, come nei mezzi cingolati, erano costituiti da due leve frenanti che agivano, rispettivamente, sulle file di ruote di destra e di sinistra. Per la maggior parte dei modelli lo schema costruttivo prevedeva una motorizzazione a 2 tempi di derivazione motociclistica e la carrozzeria costituita da un guscio, sagomato a vasca, in materiale plastico. Generalmente scoperti (al massimo dotati di tendalino ombreggiante), gli ATV disponevano di una panchina a due posti e di un pozzetto posteriore per il trasporto di materiali o eventuali posti di fortuna.

## Modelli prodotti
Molti i modelli prodotti da aziende nordamericane come il "Terra Gator", l'"Husky Duck" e lo "Jiger" dei primi anni '60, per arrivare ai più complessi "Ontario Argo 8" che potevano trasportare 6 persone o agli ATV per uso militare come l'"Aerospace 8x8" ed il "Lockheed Pac Star", con 12 ruote motrici.

## Diffusione in Italia
In Italia, gli ATV non ebbero grande successo. Un primo prototipo venne presentato, nel 1970, dalla "Weston" di Rubiera. Denominato "Anaconda" e dotato di propulsore Benelli da 350 cm³ e trazione integrale sulle sei ruote, non venne mai prodotto in serie. Sempre nello stesso anno, la FIMA mise in vendita il modello Boomerang che rimase in produzione alcuni anni.